# Dan Luger
Daniel Darko Luger (Chiswick, 11 de enero de 1975) es un exjugador británico de rugby que se desempeñaba como wing.

## Selección nacional
Debutó en el XV de la Rosa frente a Países Bajos en 1998 y se retiró de ella ante los Dragones rojos en 2003. En total disputó 38 partidos y marcó 24 tries (120 puntos).

### Participaciones en Copas del Mundo
Disputó dos Copas del Mundo: Gales 1999 donde Inglaterra alcanzó cuartos de final y Australia 2003; fue victoria y consagración como campeones del Mundo.
| Mundial                       | Sede      | Resultado        | PJ | Tries |
| ----------------------------- | --------- | ---------------- | -- | ----- |
| Copa Mundial de Rugby de 1999 | Gales     | Cuartos de final | 5  | 4     |
| Copa Mundial de Rugby de 2003 | Australia | Campeón          | 5  | 2     |

## British and Irish Lions
Fue convocado a los Lions para la Gira de Australia 2001.

## Palmarés
- Campeón del Torneo de las Seis Naciones de 2000, 2001 y 2003 con Grand Slam.